# 東京證券交易所

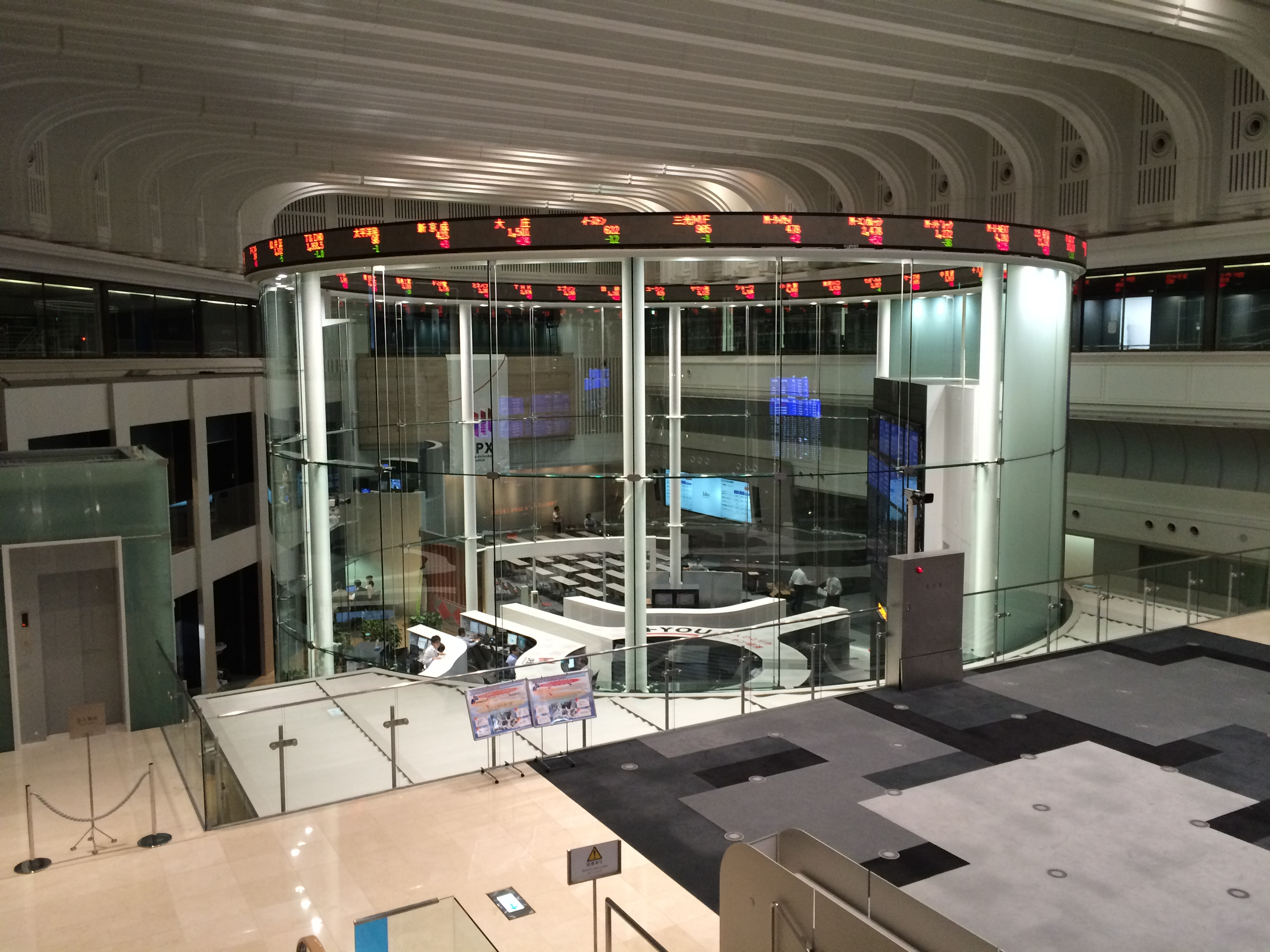
市場中心（東證楔形建築内）

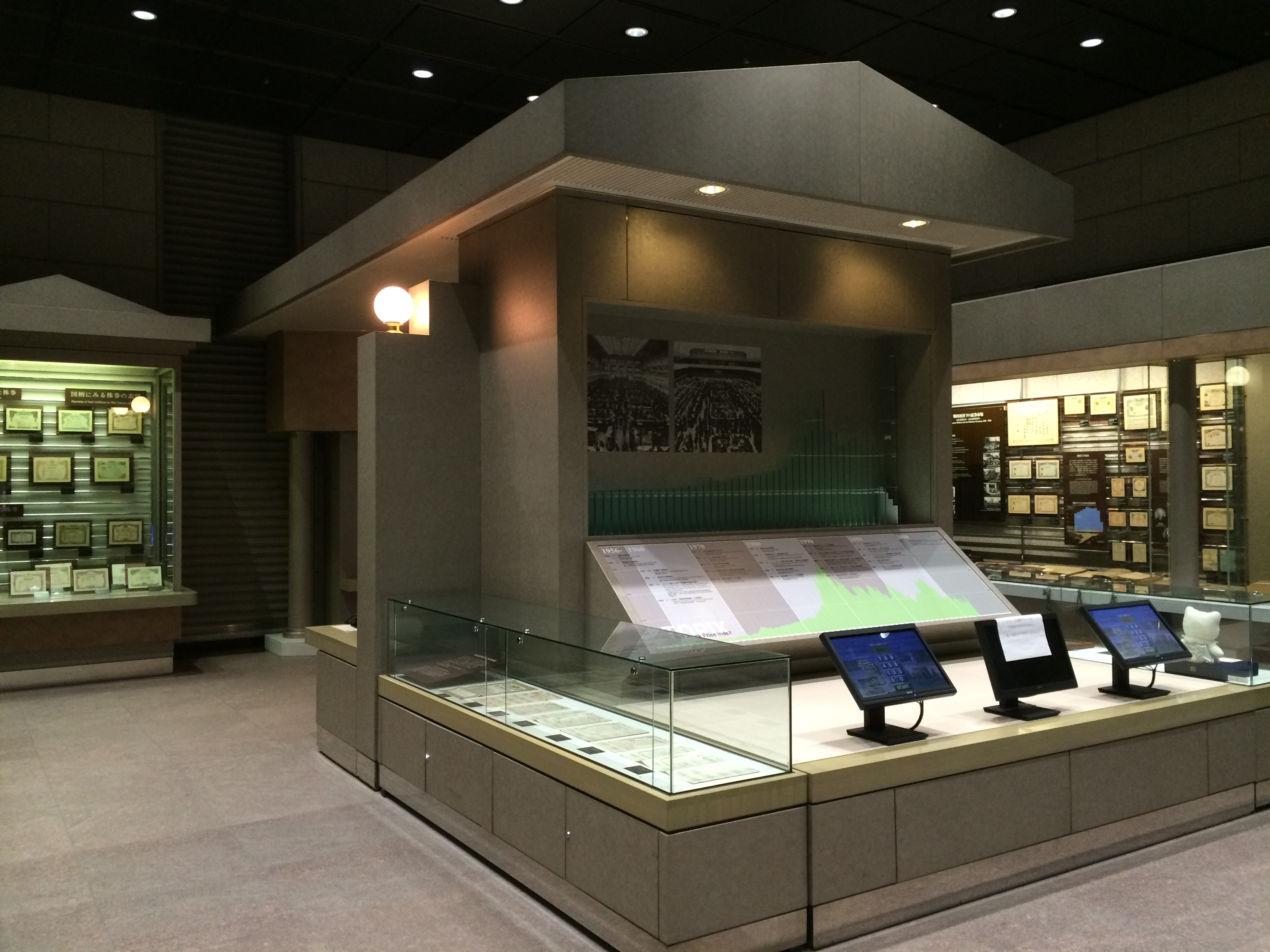
東京證券交易所內設小型博物館，介紹發展史

東京證券交易所（日语：／ Tōkyōshōkentorihikisho，縮寫：TSE）是日本的證券交易所之一，簡稱「東證」（日語：東証），總部位於東京都中央區日本橋兜町，屬於日本交易所集團。東京證券交易所的規模在世界前五大之內。

## 历史
東京證券交易所與大阪證券交易所、名古屋證券交易所並列為日本三大證券交易所，其市場規模位居世界前三大，同時也是日本最重要的經濟中樞。它在1878年5月15日創立，同年6月1日開始交易，創立時的名稱為「東京股票交易所」（日語：東京株式取引所）。二次大戰時曾暫停交易，1949年5月16日重開，並更名為東京證券交易所（日語：東京証券取引所）。
東京證券交易所的交易樓層於1999年4月30日關閉，全部改為電子交易，而新的TSE Arrows（東証アローズ）於2000年5月9日啟用。
东京证券交易所是全球第二大的证券交易所，但是却不是一个大的国际融资中心，在东京证交所股票上市的海外企业相当少，基本上以日本的企业為主，而紐約以及香港等其他國際主流交易所，则有相当大数量的外国企业於當地股票市場上市及交易。
2000年，廣島證券交易所及新潟證券交易所併入東京證券交易所。2012年11月20日，東京證券交易所、大阪證券交易所交易所兩大證券交易所共同召開記者會，宣告兩家證交所將於2013年1月1日合併，組成「日本交易所集團」。两家交易所的股票现货市场将从2013年7月起全部交由东京证券交易所运营，而两所的金融衍生品市场将在2014年3月前完成交接由大阪证券交易所运营。据估计，截至2012年10月底，东京证券交易所和大阪证券交易所的上市企业合计总市值在全球名列第四位。“日本交易所集团”于2013年1月4日在东交所主板市场上市。
2020年10月1日，东京证券交易所在開盤前發現市場交易訊息發布系統出現問題，當天全天暫停交易，連帶使得札幌、名古屋與福岡的證券交易所都暫停交易。經修復後於隔天（10月2日）上午9時恢復正常交易。这是東京證券交易所首次因系统故障取消全天交易。
2024年1月11日，東京證券交易所上市公司的合計市值超過上海證券交易所，時隔三年半後再次成為亞洲合計市值最多的證券交易所。

## 沿革
- 1961年（昭和36年）10月，证券交易第二市場開設
- 1973年（昭和48年）12月，外國证券交易市場開設
- 1974年（昭和49年）9月，交易資訊顯示看板電子化。
- 2000年（平成12年）3月，合併新潟交易所與廣島交易所上市公開發行股票，並指定於证券交易第二市場發行。
- 2001年（平成13年）11月，交易所公司化。
- 2005年（平成17年）2月，外商事業公開發行股票變更為证券交易第一市場公開發行；12月，东京证券交易所會長鹤岛琢夫因400亿日圆交易错误引咎辞职[6]。

## 上市公司數目
截至2020年11月14日，東京證券交易所共有3,729家上市公司（其中4家為外國公司）。
- 市場第一部：2,178（相當於主板[8]，外國公司1家）
- 市場第二部：479（相當於中小板[8]，外國公司一家）
- Mothers[9]：332（即創業板，外國公司1家）
- JASDAQ（standard）：663（外國公司1家）
- JASDAQ（growth）：37（無外國公司）
- TOKYO PRO Market：40（無外國公司）

於2022年4月起，東京證券交易所將原有的板塊轉為三大板塊
- Prime：全球的大型企業
- Standard ：中型企業
- Growth ：新興企業

## 例行休市日期
| 日期             | 節日       |
| ---------------- | ---------- |
| 12/31-1/3        | 元旦       |
| 1月第二個星期一  | 成人節     |
| 2/11             | 建國紀念日 |
| 2/23             | 天皇誕辰日 |
| 3/20或3/21       | 春分節     |
| 4/29             | 昭和日     |
| 5/3              | 憲法紀念日 |
| 5/4              | 綠之日     |
| 5/5              | 兒童節     |
| 7月第三個星期一  | 海洋節     |
| 8/11             | 山之日     |
| 9月第三個星期一  | 敬老之日   |
| 9/22或9/23       | 秋分節     |
| 10月第二個星期一 | 體育之日   |
| 11/3             | 文化日     |
| 11/23            | 勤勞感謝日 |

## 注腳
1. ↑  . 科技新報. 2020-10-01  [2020-10-02]. （原始内容存档于2021-02-15）.
2. ↑  . 經濟日報. 2020-10-01  [2020-10-02]. （原始内容存档于2021-02-15）.
3. ↑  . NHK. 2020-10-02  [2020-10-02]. （原始内容存档于2020-11-25） （日语）.
4. ↑  .   [2020-10-02]. （原始内容存档于2021-02-13）.
5. ↑  . .   [2024-01-12]. （原始内容存档于2024-01-17） （日语）.
6. ↑  BBC中文新聞 - 東京證券交易所總裁辭職[永久]
7. ↑  .   [2020-11-24]. （原始内容存档于2021-03-05）.
8. 1 2  . 台灣經濟新報.   [2011-10-17]. （原始内容存档于2020-11-04）.
9. ↑  「Market of the high-growth and emerging stocks」的縮寫。